# Конкорд Тауншип (округ Делавер, Пенсільванія)
Конкорд Тауншип (англ. Concord Township) — селище (англ. township) в США, в окрузі Делавер штату Пенсільванія. Населення — 18 295 осіб (2020).

## Демографія
Згідно з переписом 2010 року, у селищі мешкала 17 231 особа в 6193 домогосподарствах у складі 4168 родин. Було 6711 помешкання
Расовий склад населення:
| - 86,1 % — білих - 6,9 % — чорних або афроамериканців - 5,1 % — азіатів - 0,1 % — корінних американців |

До двох чи більше рас належало 1,2 %. Частка іспаномовних становила 2,0 % від усіх жителів.
За віковим діапазоном населення розподілялося таким чином: 22,1 % — особи молодші 18 років, 57,1 % — особи у віці 18—64 років, 20,8 % — особи у віці 65 років та старші. Медіана віку мешканця становила 43,4 року. На 100 осіб жіночої статі у селищі припадало 104,3 чоловіків;  на 100 жінок у віці від 18 років та старших — 105,4 чоловіків також старших 18 років.
Середній дохід на одне домашнє господарство  становив 119 501 долар США (медіана — 90 858), а середній дохід на одну сім'ю — 147 775 доларів (медіана — 120 436). Медіана доходів становила 91 208 доларів для чоловіків та 56 086 доларів для жінок. За межею бідності перебувало 3,2 % осіб, у тому числі 3,5 % дітей у віці до 18 років та 3,7 % осіб у віці 65 років та старших.
Цивільне працевлаштоване населення становило 6917 осіб. Основні галузі зайнятості: освіта, охорона здоров'я та соціальна допомога — 20,8 %, науковці, спеціалісти, менеджери — 16,8 %, виробництво — 11,6 %, фінанси, страхування та нерухомість — 10,0 %.